# Svjetsko prvenstvo u košarci – Japan 2006.
Svjetsko košarkaško prvenstvo 2006. godine održano je u Japanu od 19. kolovoza do 3. rujna 2006. Prvenstvo je suorganizirao Međunarodni košarkarški savez (FIBA), Japanski košarkaški savez (JABBA) i Organizatorski odbor 2006.
Po prvi put nakon 1986. na Svjetskom prvenstvu natjecale su se 24 reprezentacije, umjesto dosadašnjih 16.

## Mjesta održavanja
- Hamamacu - Hamamatsu Arena
- Hirošima - Hiroshima Green Arena
- Saitama - Saitama Super Arena
- Sapporo - Hokkaido Prefectural Sports Center (KITAYELL)
- Sendai - Sendai-city Gymnasium

## Sudionici svjetskog prvenstva
Na prvenstvu su sudjelovale sljedeće reprezentacije:
| Grupa A Sendai                                                                | Grupa B Hirošima                                                | Grupa C Hamamacu                                       | Grupa D Sapporo                                         |
| ----------------------------------------------------------------------------- | --------------------------------------------------------------- | ------------------------------------------------------ | ------------------------------------------------------- |
| - Argentina - Francuska - Libanon - Nigerija - Srbija i Crna Gora - Venezuela | - Angola - Njemačka - Japan - Novi Zeland - Panama - Španjolska | - Australija - Brazil - Grčka - Litva - Katar - Turska | - Kina - Italija - Portugal - Senegal - Slovenija - SAD |

Japan se automatski kvalificirao kao domaćin, a Italija, Portoriko, Srbija i Crna Gora i Turska su dobile FIBA-ine "wild card" pozivnice. Argentina je nastup izborila osvojivši zlatnu olimpijsku medalju na Olimpijskim igrama 2004. u Ateni. Preostalih 18 reprezentacija kvalificiralo se preko kontinentskih kvalifikacijskih turnira (šest iz Europe, četiri iz Amerika, po tri iz Azije i Afrike te dvije iz Oceanije).
Ždrijeb skupina održan je 15. siječnja 2006. u Tokiju. U preliminarnom dijelu prvenstva, skupina A igrala je u Sendaiju, skupina B u Hirošimi, skupina C u Hamamacuu i skupina D u Sapporu. Završni dio prvenstva odigrao se u Saitami.

## Konačni poredak
1. Španjolska
2. Grčka
3. SAD
4. Argentina
5. Francuska
6. Turska
7. Litva
8. Njemačka

## Vanjska poveznica
- Službene stranice prvenstva  Arhivirana inačica izvorne stranice od 19. veljače 2019. (Wayback Machine)